# Кенонсбург (Пенсільванія)
Кенонсбург (англ. Canonsburg) — місто (англ. borough) в США, в окрузі Вашингтон штату Пенсільванія. Населення — 9744 особи (2020).

## Географія
Кенонсбург розташований за координатами 40°15′51″ пн. ш. 80°11′12″ зх. д. / 40.26417° пн. ш. 80.18667° зх. д. (40.264246, -80.186777).  За даними Бюро перепису населення США в 2010 році місто мало площу 5,98 км², уся площа — суходіл.

## Демографія
Згідно з переписом 2010 року, у селищі мешкали 8992 особи в 4118 домогосподарствах у складі 2349 родин. Густота населення становила 1503 особи/км².  Було 4529 помешкань (757/км²).
Расовий склад населення:
| - 87,4 % — білих - 7,6 % — чорних або афроамериканців - 1,0 % — азіатів - 0,1 % — корінних американців |

До двох чи більше рас належало 3,1 %. Частка іспаномовних становила 1,8 % від усіх жителів.
За віковим діапазоном населення розподілялося таким чином: 21,2 % — особи молодші 18 років, 62,5 % — особи у віці 18—64 років, 16,3 % — особи у віці 65 років та старші. Медіана віку мешканця становила 39,6 року. На 100 осіб жіночої статі у селищі припадало 91,2 чоловіків;  на 100 жінок у віці від 18 років та старших — 87,6 чоловіків також старших 18 років.
Середній дохід на одне домашнє господарство  становив 57 358 доларів США (медіана — 46 547), а середній дохід на одну сім'ю — 70 002 долари (медіана — 56 985). Медіана доходів становила 51 154 долари для чоловіків та 39 262 долари для жінок. За межею бідності перебувало 11,2 % осіб, у тому числі 12,5 % дітей у віці до 18 років та 15,5 % осіб у віці 65 років та старших.
Цивільне працевлаштоване населення становило 4347 осіб. Основні галузі зайнятості: освіта, охорона здоров'я та соціальна допомога — 24,2 %, роздрібна торгівля — 12,1 %, виробництво — 10,5 %, мистецтво, розваги та відпочинок — 10,3 %.